# Brincones
Brincones – gmina w Hiszpanii, w prowincji Salamanka, w Kastylii i León, o powierzchni 14,9 km². W 2011 roku gmina liczyła 66 mieszkańców.